# Eurokomunizm
Eurokomunizm – nurt ideowo-programowy przyjęty w połowie lat 70. XX w. przez część Partii Komunistycznych Europy Zachodniej (z Hiszpanii, Grecji, Włoch, Belgii, Wielkiej Brytanii, w mniejszym stopniu Francji), a także przez partie spoza starego kontynentu, m.in. z Japonii i Meksyku. Samo pojęcie stworzył w 1967 włoski dziennikarz F. Barbieri na określenie strategii politycznej stosowanej przez Włoską Partię Komunistyczną. W 1975 r. partie francuskie i włoskie wydały tzw. Manifest eurokomunizmu. Jego założenia zostały przedstawione w pracy przywódcy KPH Santiago Carrillo Eurocomunismo y estado (Eurokomunizm a państwo) (1977). Głównymi teoretykami eurokomunizmu byli także Enrico Berlinguer i Georges Marchais, w Polsce zaś prof. Adam Schaff. W 1980 eurokomunizm został uznany na XV zjeździe Włoskiej Partii Komunistycznej za koncepcję strategiczną tej partii. Nurt ten reprezentowała w Polsce Polska Partia Komunistyczna.
Eurokomunizm stworzył alternatywną drogę rozwoju ruchu komunistycznego w stosunku do partii komunistycznych bloku wschodniego. Zakładał istnienie rewizji marksizmu, odrzucenie leninizmu (jako totalitaryzmu), ideologii rewolucji społecznej i dyktatury proletariatu. Głosił ideę tzw. kompromisu historycznego między klasami, którego politycznym wyrazem miało być partnerstwo Włoskiej Partii Komunistycznej i Chrześcijańskiej Demokracji.
Odmawiał KPZR prawa kierowania ruchem komunistycznym (tzw. doktryna policentryzmu). Potępiał interwencje radzieckie na Węgrzech (1956), w Czechosłowacji (1968) i w Afganistanie (1979–1989) oraz łamanie praw człowieka. Przeprowadził krytykę realnego socjalizmu. Zakładał, że socjalizm można wprowadzić w ramach demokracji parlamentarnej. Opowiadał się za systemem wielopartyjnym i pluralizmem. Popierał utrzymanie świeckiego państwa, ale przy zagwarantowaniu swobody religijnej. W polityce zagranicznej eurokomuniści stawiali na EWG i opowiadali się za stopniową likwidacją obu bloków wojskowych.